# IWL SR56 Wiesel
Der IWL SR56 Wiesel ist ein Motorroller-Modell, das in der DDR hergestellt wurde. Das SR steht dabei für Stadtroller. Er wurde von Juni 1956 bis April 1959 im VEB Industriewerke Ludwigsfelde gebaut. Der zweisitzige Roller hat den aus der MZ 125 stammenden gebläsegekühlten 123-cm³-Motor (RM-125-2) mit 5 PS von seinem Vorgänger Pitty übernommen. Der Wiesel wurde 57.400-mal gebaut. 1959 wurde der Wiesel von dem Modell Berlin abgelöst.

## Unterschiede zum VorläuferPitty
Äußerlich fällt beim Vergleich mit dem Vorläufer Pitty die geänderte Gestaltung der Front auf. Ausschlaggebend für die weniger blechintensive und modern wirkende Gestaltung des Wiesel war vor allem die Material- und Gewichtseinsparung. Während der Motor unverändert blieb, wurde die Hinterradaufhängung gänzlich neu konstruiert. Markant war die aufwendige und zum Patent angemeldete Trapezschwinge, bei der die Kette in jedem Belastungszustand des Fahrzeugs gleich stark gespannt blieb, obwohl die Anlenkpunkte weit vom Kettenritzel entfernt lagen. Anstatt der bisherigen Schraubenfederung am Hinterrad gab es nun eine Drehstabfeder mit 70 mm Federweg, dazu ein Gummielement. Die Vordergabel wurde im Prinzip vom Pitty übernommen, aber deutlich verbessert, hatte nun 75 mm Federweg und kam ohne Stoßdämpfer aus. Die Motorhaubenbefestigung wurde vereinfacht, die Batterie leichter zugänglich gemacht, das Armaturenbrett neu gestaltet und besser ausgestattet. Infolge des neuen 12-Liter-Tanks vergrößerte sich die Reichweite auf 340 km. Das um 20 kg verringerte Leergewicht verbesserte die Fahrleistungen, die Höchstgeschwindigkeit stieg auf 75 km/h.

## Weitere Eigenschaften
Der Fahrleistungszugewinn fiel im Vergleich zum merklich untermotorisierten Pitty nicht groß genug aus. Dies wurde zusammen mit dem Ziel einer besseren Stoßdämpfung bei der Entwicklung des Nachfolgers SR59 Berlin berücksichtigt. Mit dem Erscheinen der MZ ES 175 im Jahr 1957 wurde der Einbau des 175er Motors in den Wiesel angekündigt, aber bis zur Einführung des Modells Berlin nicht verwirklicht. Nach Erscheinen des stärkeren Rollers Berlin wurde teilweise versucht, den Wiesel mit dem Motor des SR59 auszustatten, was jedoch umfangreiche Umbaumaßnahmen erforderte. Als Alternativen zum Wiesel standen in der DDR seinerzeit der größere Čezeta, sowie die Kleinroller von Simson und Jawa zur Verfügung.